# NGC 5584
NGC 5584 est une galaxie spirale intermédiaire située dans la constellation de la Vierge. Sa vitesse par rapport au fond diffus cosmologique est de 1 887 ± 17 km/s, ce qui correspond à une distance de Hubble de 27,8 ± 2,0 Mpc (∼90,7 millions d'al). NGC 5584 a été découverte par l'astronome américain Edward Emerson Barnard en 1881.

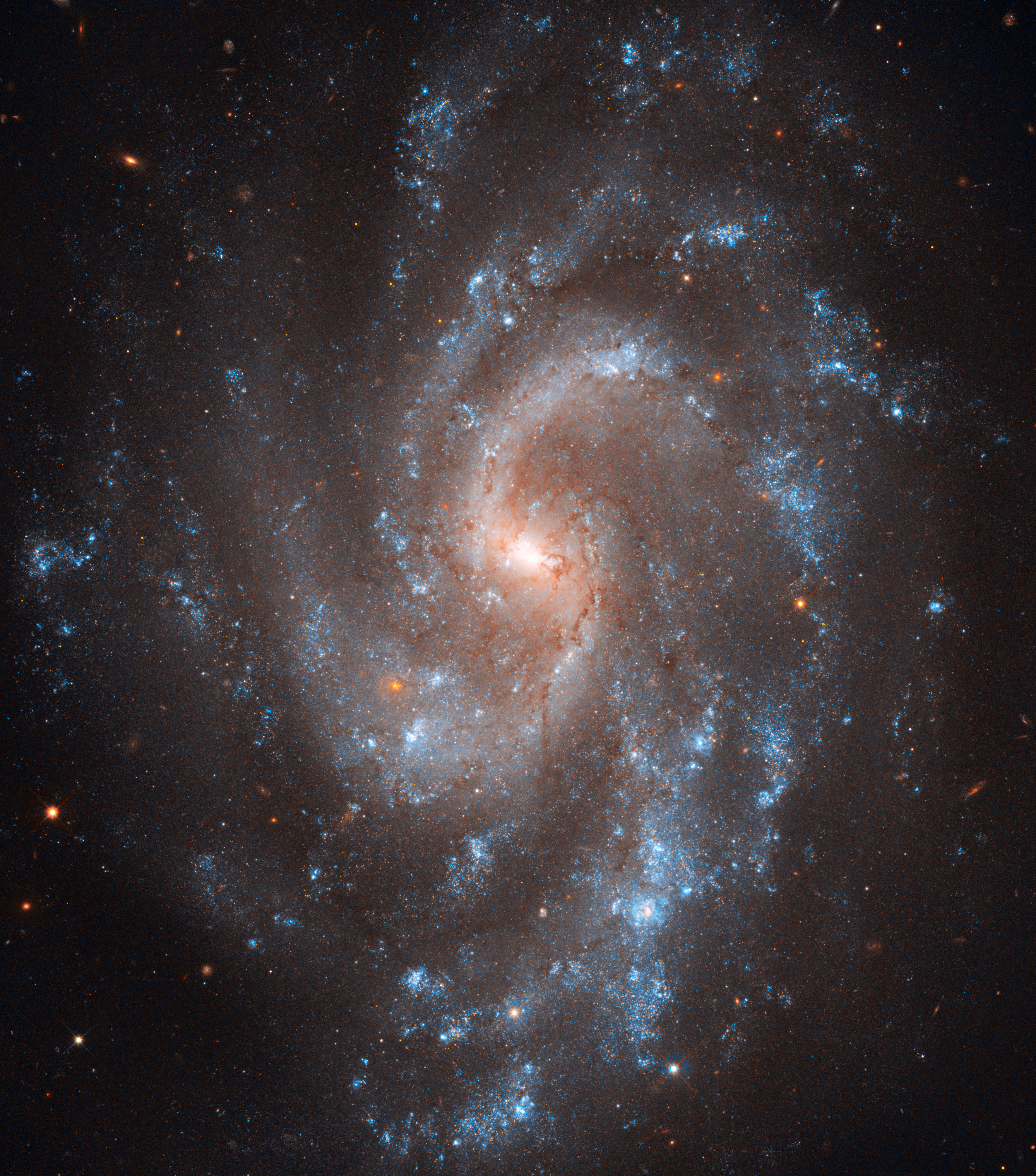
NGC 5584 par le télescope spatial Hubble. Les astronomes pour mesurer le rythme de l'expansion de l'Univers ont analysé plus de 600 étoiles variables de type céphéide, dont 250 provenaient de NGC 5584

La classe de luminosité de NGC 5584 est III-IV et elle présente une large raie HI. Selon la base de données NASA/IPAC, NGC 5584 est une galaxie du champ, c'est-à-dire qu'elle n'appartient pas à un amas ou un groupe et qu'elle est donc gravitationnellement isolée, mais ce n'est pas l'avis de Richard Powell car il place cette galaxie dans l'amas de la Vierge III.
À ce jour, trois douzaines de mesures non basées sur le décalage vers le rouge (redshift) donnent une distance de 21,619 ± 5,325 Mpc (∼70,5 millions d'al), ce qui est à l'intérieur des valeurs de la distance de Hubble. Cependant, cette valeur est peut-être plus près de la distance réelle de cette galaxie en raison de son mouvement propre dans l'amas de la Vierge III. Selon cette valeur, elle s'éloignerait dans l'amas en direction opposée de la Voie lactée, ajoutant ainsi sa vitesse à la vitesse causée par l'expansion de l'Univers. Notons que c'est avec la valeur moyenne des mesures indépendantes, lorsqu'elles existent, que la base de données NASA/IPAC calcule le diamètre d'une galaxie.

## Supernova
Deux supernovas ont été découvertes dans NGC 5584 : SN 1996aq et SN 2007af.

### SN 1996aq
Cette supernova a été découverte le 17 août 1996 par l’astronome amateur japonais Masakatsu Aoki. Cette supernova était de type Ic.

### SN 2007af
Cette supernova a été découverte le 1er mars 2007 à Yamagata au Japon par l'astronome japonais Koichi Itagaki. Cette supernova était de type Ia.  

## NGC 5584 et l'amas de la Vierge III
Selon le site WEB « Un Atlas de l'Univers » écrit par Richard Powell, l'amas de la Vierge III renferme huit groupes de galaxies (NGC 5248, de NGC 5364, de NGC 5506, de NGC 5566, de NGC 5638, de NGC 5746, de NGC 5775 et de NGC 5846) ainsi que 13 galaxies qui ne font pas partie de ces groupes. NGC 5584 est l'une de ces galaxies.